# Marksewo
Marksewo (auch: Marksoby, deutsch Marxöwen, 1938 bis 1945 Markshöfen) ist ein Dorf in der polnischen Woiwodschaft Ermland-Masuren. Es gehört zur Gmina Szczytno (Landgemeinde Ortelsburg) im Powiat Szczycieński (Kreis Ortelsburg).

## Geographische Lage
Marksewo liegt nordwestlich des Marxöwer Sees (1938 bis 1945 Markshöfer See, polnisch Jezioro Marksoby) in der südlichen Mitte der Woiwodschaft Ermland-Masuren. Bis zur Kreisstadt Szczytno (deutsch Ortelsburg) sind es zwölf Kilometer in südwestlicher Richtung.

## Geschichte

### Ortsname
Karl Marks hieß einer der acht Scharwerksbauern, denen nach der Handfeste von 1548 Land zuteilwurde. Auf ihn geht wohl die deutsche – vielleicht auch die polnische – Namensform zurück.
Nach 1945 hieß das Dorf lange Jahre „Marksoby“, jetzt heißt er offiziell „Marksewo“. Doch werden umgangssprachlich beide Namen synonym verwendet. In der Nähe des Dorfes befindet sich der ehemalige Marxöwer bzw. Markshöfer See, der im Polnischen offiziell „Jezioro Marksoby“ heißt.

### Ortsgeschichte
Auf den 26. Oktober 1548 ist die Handfeste datiert, durch die Roman Specka beauftragt wurde, 38 Hufen mit Bauern zu besetzen. Ein Aufriss von 1592 zeigt eine Dorfanlage, die sich bis in die neueste Zeit hinein erhalten hat. Der Tatareneinfall 1652 brachte den Einwohnern große Not, als der größte Teil von ihnen hingemordet bzw. verschleppt wurde. Aus dieser Zeit stammt das sogenannte Tatarenlied, das sich noch bis ins 20. Jahrhundert hinein erhalten hat. Schwere Opfer forderte auch die Große Pest 1709/11.
1788 taucht zum ersten Male der Name Neu Marxöwen auf, was zur Namensänderung des bisherigen Marxöwens in „Alt Marxöwen“ führte.
1874 wurde Alt Marxöwen (wie auch Neu Marxöwen) in den neu errichteten Amtsbezirk Salleschen (auch: Saleschen, polnisch Zalesie) eingegliedert, der – 1938 in „Amtsbezirk Rheinswein“ umbenannt – zum ostpreußischen Kreis Ortelsburg gehörte. Zwei Jahre später wurden Alt- und Neu Marxöwen zur Landgemeinde Marxöwen vereinigt. Im Jahre 1910 zählte sie 371 Einwohner, 1933 waren es 308.
Aufgrund der Bestimmungen des Versailler Vertrags stimmte die Bevölkerung im Abstimmungsgebiet Allenstein, zu dem Marxöwen gehörte, am 11. Juli 1920 über die weitere staatliche Zugehörigkeit zu Ostpreußen (und damit zu Deutschland) oder den Anschluss an Polen ab. In Marxöwen stimmten 242 Einwohner für den Verbleib bei Ostpreußen, auf Polen entfielen keine Stimmen.
Am 3. Juni – amtlich bestätigt am 16. Juli – 1938 wurde Marxöwen aus politisch-ideologischen Gründen der Abwehr fremdländisch klingender Ortsnamen in „Markshöfen“ umbenannt. Ein Jahr später belief sich die Einwohnerzahl auf 261.
Im Jahre 1945 wurde Marxöwen/Markshöfen in Kriegsfolge mit dem gesamten südlichen Ostpreußen an Polen überstellt. Das Dorf erhielt die polnische Namensform „Marksoby“ und trägt heute die offizielle Bezeichnung „Marksewo“. Es ist jetzt eine Ortschaft innerhalb der Landgemeinde Szczytno (Ortelsburg) im Powiat Szczycieński (Kreis Ortelsburg), bis 1998 der Woiwodschaft Olsztyn, seither der Woiwodschaft Ermland-Masuren zugehörig.

## Kirche
Bis 1945 war Marxöwen resp.Markshöfen in die evangelische Kirche Klein Jerutten (polnisch Jerutki) in der Kirchenprovinz Ostpreußen der Kirche der Altpreußischen Union sowie in die katholische Kirche Ortelsburg eingepfarrt.
Heute befinden sich die nächstliegenden katholischen Kirchen in Jerutki bzw. in Szczytno. In Szczytno befindet sich auch die nächste evangelische Kirche, die zur Diözese Masuren der Evangelisch-Augsburgischen Kirche in Polen gehört.

## Verkehr
Marksewo liegt verkehrsgünstig an der Landesstraße 58, die die südöstliche Woiwodschaft Ermland-Masuren mit der Woiwodschaft Podlachien verbindet. Eine Nebenstraße – von Orzyny (Erben) kommend – stellt außerdem eine Verbindung zur Woiwodschaftsstraße 600 her. Eine Anbindung an den Bahnverkehr besteht nicht.